# オセアナ郡 (ミシガン州)
オセアナ郡（英: Oceana County）は、アメリカ合衆国ミシガン州ロウアー半島の西部に位置する郡である。2010年国勢調査での人口は26,570人であり、2000年の26,873人から1.1%減少した。郡庁所在地はハート市（人口2,126人）であり、同郡で人口最大の都市でもある。
オセアナ郡は清水の「大洋」（オーシャン）であるミシガン湖に因んで名付けられたと考えられている。しかし、1656年にジェームズ・ハリントンが著した共和国論『オセアナ』という著作に因むとする説もある。

## 地理
アメリカ合衆国国勢調査局に拠れば、郡域全面積は1,306.73平方マイル (3,384.4 km2)であり、このうち陸地540.46平方マイル (1,399.8 km2)、水域は766.27平方マイル (1,984.6 km2)で水域率は58.64%である。
オセアナ郡はアスパラガスが特産であり、「アスパラガスの世界首都」と呼ばれる。毎年開催されるアスパラガス祭では、パレードがあり、アスパラガス・クイーンへの戴冠式がある。冠を授けられた者には大きな誇りになっている。

### 主要高規格道路
- アメリカ国道31号線
- アメリカ国道31号線産業道路、ハート市中心街への支線
- アメリカ国道31号線産業道路、ペントウォーター中心街を通る環状線、両端は国道31号線本線に繋がる
- ミシガン州道20号線
- ミシガン州道120号線
- 郡道15号線

### 隣接する郡
- メイソン郡 - 北
- マスキーゴン郡 - 南
- ニウェーゴ郡 - 東
- オゾーキー郡 (ウィスコンシン州) - 南西、ミシガン湖の対岸
- シボイガン郡 (ウィスコンシン州) - 西、ミシガン湖の対岸

### 国立保護地域
- マニスティー国立の森（部分）

## 人口動態
以下は2000年国勢調査による人口統計データである。
| 基礎データ - 人口: 26,570人 - 世帯数: 10,174 世帯 - 家族数: 7,239 家族 - 人口密度: 20人/km2（52人/mi2） - 住居数: 15,944軒 - 住居密度: 12軒/km2（31軒/mi2） 人種別人口構成 - 白人: 83.7% - アフリカン・アメリカン: 0.4% - ネイティブ・アメリカン: 0.8% - アジア人: 0.2% - その他の人種: 0.1% - 混血: 1.2% - ヒスパニック・ラテン系: 13.7% 年齢別人口構成 - 18歳未満: 24.9% - 18-24歳: 7.5% - 25-44歳: 21.5% - 45-64歳: 29.0% - 65歳以上: 17.0% - 年齢の中央値: 42歳 - 性比（女性100人あたり男性の人口） - 総人口: 100.9 - 18歳以上: 99.3 | 世帯と家族（対世帯数） - 18歳未満の子供がいる: 30.4% - 結婚・同居している夫婦: 56.6% - 未婚・離婚・死別女性が世帯主: 9.5% - 非家族世帯: 28.8% - 単身世帯: 24.6% - 平均構成人数 - 世帯: 2.58人 - 家族: 3.04人 収入と家計 - 収入の中央値 - 世帯: 39,043米ドル - 家族: 46,816米ドル - 性別 - 男性: 21,774米ドル - 女性: 14,186米ドル - 人口1人あたり収入: 18,065米ドル - 貧困線以下 - 対人口: 19.0% - 対家族数: 1.9% - 18歳未満: 30.4% - 65歳以上: 11.3% |

## 郡政府
郡政府は郡監獄の運営、地方道の維持、地方裁判所の運営、権利譲渡と抵当権設定記録など重要記録の維持、公衆衛生規制の管理、福祉など社会サービスの項目で州の施策への参加を行う。郡政委員会は予算を管理するが、法や条例を作るのは限定付き権限である。ミシガン州では、警察と消防、建設と区画割、税評価、街路維持など地方政府の大半機能は個々の都市と郡区の責任である。

## 郡区
オセアナ郡は下記16の郡区に分割されている。

| - ベノナ - クレイバンクス - コルファクス - クリスタル | - エルブリッジ - フェリー - ゴールデン - グラント | - グリーンウッド - ハート - リービット - ニューフィールド | - オットー - ペントウォーター - シェルビー - ウェア |

## 都市と町
| 都市 - ハート - 郡庁所在地 | 村 - ヘスペリア（部分） - ニューエラ - ペントウォーター - ロスベリー - シェルビー - ウォーカービル | 未編入の町 - クリスタルバレー - ミアーズ - ストーニーレイク |

## 宗教
オセアナ郡はローマ・カトリック教会グランドラピッズ教区に属している。